# Хофхайм-ин-Унтерфранкен
Хофхайм-ин-Унтерфранкен (нем. Hofheim in Unterfranken, букв. «Хофхайм в Нижней Франконии») — город и городская община в Германии, в земле Бавария.
Подчинён административному округу Нижняя Франкония. Входит в состав района Хасберге и непосредственно подчиняется управлению административного сообщества Хофхайм-ин-Унтерфранкен, являясь его центром . Официальный код — 09 6 74 149.
По данным на 31 декабря 2015 года:
- территория —  5635,51 га;
- население  —  5143 чел.;
- плотность населения —  91,26 чел./км²;
- землеобеспеченность с учётом внутренних вод —  10 957,63 м²/чел.

## Население
По оценке на 31 декабря 2015 года население общины Хофхайм-ин-Унтерфранкен составляет 5143 чел. 

| Дата      | 1840 | 1871 | 1900 | 1925 | 1939 | 1950 | 1961 | 1970 | 1987 | 2011 |
| --------- | ---- | ---- | ---- | ---- | ---- | ---- | ---- | ---- | ---- | ---- |
| Население | 3592 | 3954 | 3819 | 3968 | 3960 | 5766 | 5110 | 5280 | 5007 | 5111 |

| Год       | 1960 | 1970 | 1980 | 1990 | 2000 | 2009 | 2010 | 2011 | 2012 | 2013 | 2014 | 2015 |
| --------- | ---- | ---- | ---- | ---- | ---- | ---- | ---- | ---- | ---- | ---- | ---- | ---- |
| Население | 4984 | 5263 | 4873 | 5077 | 5264 | 5007 | 4974 | 5114 | 5115 | 5079 | 5094 | 5143 |